# Don't Believe the Truth
Don't Believe the Truth är den brittiska rockgruppen Oasis sjätte studioalbum, utgivet 30 maj 2005. Det var gruppens första med trummisen Zak Starkey, som ersatte Alan White. 
Albumet blev direkt etta på den brittiska albumlistan och som bäst tolva på Billboard 200. "Lyla", "The Importance of Being Idle" och "Let There Be Love" släpptes som singlar. Fram till dagens datum (Oktober 2008) har albumet sålts i fler än 6 miljoner exemplar, vilket gör det till Oasis bäst säljande album sedan 1997's Be Here Now.

## Låtlista
1. "Turn Up the Sun" (Andy Bell) - 3:59
2. "Mucky Fingers" (Noel Gallagher) - 3:56
3. "Lyla" (Noel Gallagher) - 5:10
4. "Love Like a Bomb" (Liam Gallagher/Gem Archer) - 2:53
5. "The Importance of Being Idle" (Noel Gallagher) - 3:40
6. "The Meaning of Soul" (Liam Gallagher) - 1:43
7. "Guess God Thinks I'm Abel" (Liam Gallagher) - 3:25
8. "Part of the Queue" (Noel Gallagher) - 3:48
9. "Keep the Dream Alive" (Andy Bell) - 5:46
10. "A Bell Will Ring" (Gem Archer) - 3:08
11. "Let There Be Love" (Noel Gallagher) - 5:32

## Medverkande
- Liam Gallagher - sång, tamburin
- Noel Gallagher - sång, bakgrundssång, sologitarr
- Colin Murray "Gem" Archer - kompgitarr
- Andy Bell - bas
- Zak Starkey - trummor

- Lenny Castro – percussion ("Part of the Queue")
- Martin Duffy – piano ("Love Like a Bomb")
- Terry Kirkbride - trummor ("Mucky Fingers")
- Paul "Strangeboy" Stacy – piano, mellotron ("Let There Be Love")